# Chapelle Notre-Dame de Languivoa
La chapelle de Languivoa fut construite à la fin du XIIIe siècle sur la commune de Plonéour-Lanvern en Bretagne. Elle est représentative du style architectural dit de l'École de Pont-Croix. La chapelle subit dès le XIVe siècle des dommages liés aux guerres de successions du duché de Bretagne. Elle fut agrandie et réaménagée au XVIIe siècle, avec des influences de style classique, par Jean de Languéouez, seigneur de Lescoulouarn. Elle fait partie des six chapelles à avoir subi la décapitation de leur clocher pendant la répression du duc de Chaulnes, gouverneur de Bretagne, contre les Bonnets rouges sous le règne de Louis XIV. Elle abrite l'une des plus anciennes statues de Cornouaille, datant de la fin du XIIIe siècle, en albâtre polychrome, représentant Notre-Dame de Languivoa en Vierge allaitante.
« Les trois nefs, avec leurs arcades très fines, sont remarquables. Les piliers, formées de faisceaux de colonnettes, les chapiteaux très soignés, les arcs à double archivolte dont quelques-uns en ogive, forment un ensemble qui constitue une véritable œuvre d'art ».

## La légende de Languivoa
Une demoiselle aussi belle que le jour se mourait dans son magnifique château : ni son grand nom, ni ses immenses richesses, ni les soins dont elle était entourée ne pouvaient lui rendre la santé. Elle languissait, languissait, languis oa, et dans la silence de la nuit on entendait déjà les clochettes du char de l'ankou qui venait la chercher. Ce qu'entendant, elle n'eût plus qu'une pensée : recourir à la Sainte Vierge. Elle promit que, si elle guérissait, elle lui construirait une chapelle où toutes les femmes du pays viendraient invoquer celle qui aurait sauvé celle qui fut languissante (Introun Varia langui oa). La gente demoiselle fut guérie et Jésus envoya sur terre deux beaux bœufs blancs pour aider à sa construction : « Tout le jour ils travaillaient, transportant les pierres du château à l'endroit où se trouve la chapelle. Et le soir venu, ils disparaissaient sans que personne pût savoir où ni comment. Mais, le lendemain matin, on les retrouvaient près du menhir appelé pour cela la "pierre des bœufs". Et, la chapelle achevée on lui donna deux cloches d'or».
Lors de la Révolution française, ordre fut donné de faire fondre les deux cloches, mais les gars du pays  creusèrent un trou et y enterrèrent les deux cloches ; douze jours et douze nuits les Révolutionnaires creusèrent, creusèrent, et le Diable avec eux, mais jamais ils ne purent trouver les cloches d'or.

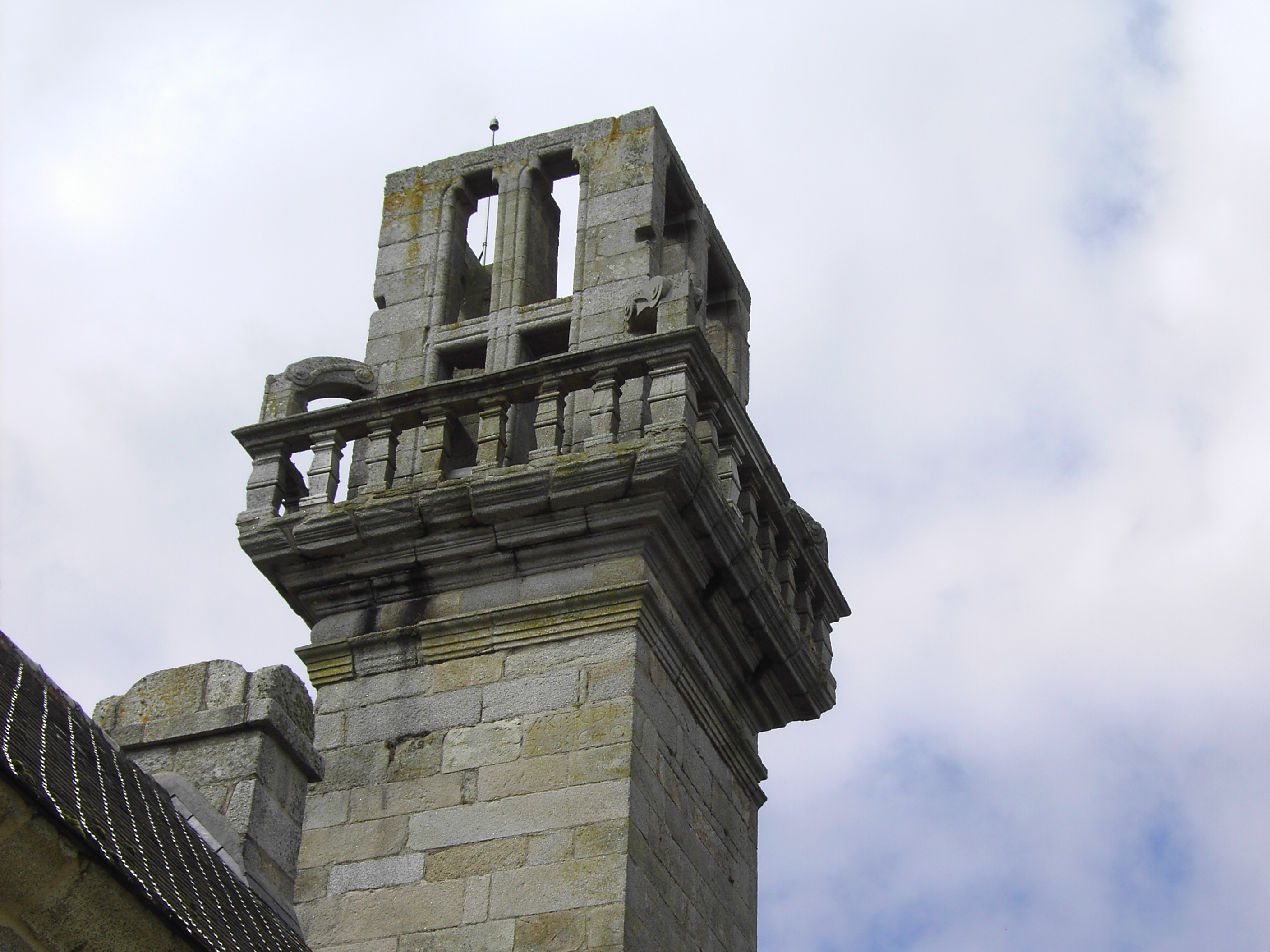
Le clocher décapité de Notre-Dame de Languivoa.

## La cache médiévale de Languivoa
Cette cache est située devant la tour-clocher, sous les pieds des fondations ; elle a été découverte en 1973 et date vraisemblablement de la fin du Moyen Âge ou du début des Temps modernes. Rectangulaire (seule sa partie ouest, qui mesure 7,58 mètres sur 3,5 mètres est visible), ses murs sont en schiste, appareillés à la glaise ; dans un angle intérieur, un orifice grossièrement taillé donne accès à un puits vertical qui donne accès à une petite salle de plan parallélépipédique de 2,40 mètres de long sur 1,40 mètre de large dont seules les deux parois est et ouest sont maçonnées. Il est probable qu'on y descendait grâce à une échelle. Cette cachette confirme l'existence d'une chapelle antérieure à l'édifice actuel à Languivoa.

## L'état de la chapelle vers 1950
« Le lierre a envahi les murs, crevé les vitres des rosaces... La pluie et le vent enlèvent chaque jour un morceau de la toiture dont il ne restera bientôt que les poutres de chêne... Complètement délabrée, la chapelle, abandonnée de tous, se meurt dans le petit village de Languioua, à 1 km 500 environ du bourg de Plonéour-Lanvern où elle fut élevée voici sept siècles à la suite d'un vœu si l'on en croit la légende. (...) Jusqu'en 1940, à toutes les grandes fêtes, et les fêtes de la Vierge principalement, la messe était dite à la chapelle. Le pardon de la chapelle de Languioua avait lieu [le dimanche de] la Trinité. Mais les réparations de la chapelle devinrent trop lourdes , le clergé ne put l'entretenir, et la commune non plus. On l'a donc laissée tomber en ruine. (...) Languioua ne compte que quelques fermes. La commune trouverait sans doute trop lourde la note des réparations pour une utilisation toute relative car une chapelle où on dit la messe 4 fois par an n'est pas indispensable. (...) Une concession d'indulgence spéciale pour ceux qui contribueront à réparer la chapelle de Languioua (...) fut accordée par Rome en 1881 ».
Un projet de transfert de la chapelle dans les quartiers récents de la ville voisine de Pont-l'Abbé existait même à cette époque.

## La restauration de la chapelle
Denis Ménardeau, un professeur de Nantes, a commencé à s'y intéresser pendant l'été 1967 puis, avec ses élèves durant les vacances d'été, année après année, il va sauver le monument de la ruine. Le prix "Chefs-d'œuvre en péril" lui est décerné 2 fois. Le Président de la République, Georges Pompidou, vient personnellement en visite à Languivoa et fait un don important. En 1983, le conseil général du Finistère et la commune de Plonéour-Lanvern décident de la restauration totale de la chapelle, charpente, couverture, menuiseries et vitraux, et en confient la maîtrise d'œuvre à Rémi Le Berre, architecte DPLG à Douarnenez. Jean-François Malthête, maître-charpentier à Douarnenez, commence les travaux de charpente en février 1983 ; ils dureront 11 mois et 1/2 (voir les photos du chantier ici). Il réalisera également les menuiseries. Son travail lui vaudra la « une » de Ouest-France du 3 mai 1983. Un film, Languivoa, réalisé en 1993 par Nicole Le Garrec et Félix Le Garrec, raconte l'histoire de cette restauration.
Cette chapelle fait l’objet d’une inscription au titre des monuments historiques depuis le 4 février 1926.
La restauration de la chapelle a été achevée en 2017, ce qui a permis au pardon d'y être célébré pour la première fois depuis longtemps (il se tenait précédemment sur le placître, par exemple en 2013, année d'arrivée de la nouvelle cloche).

## Galerie

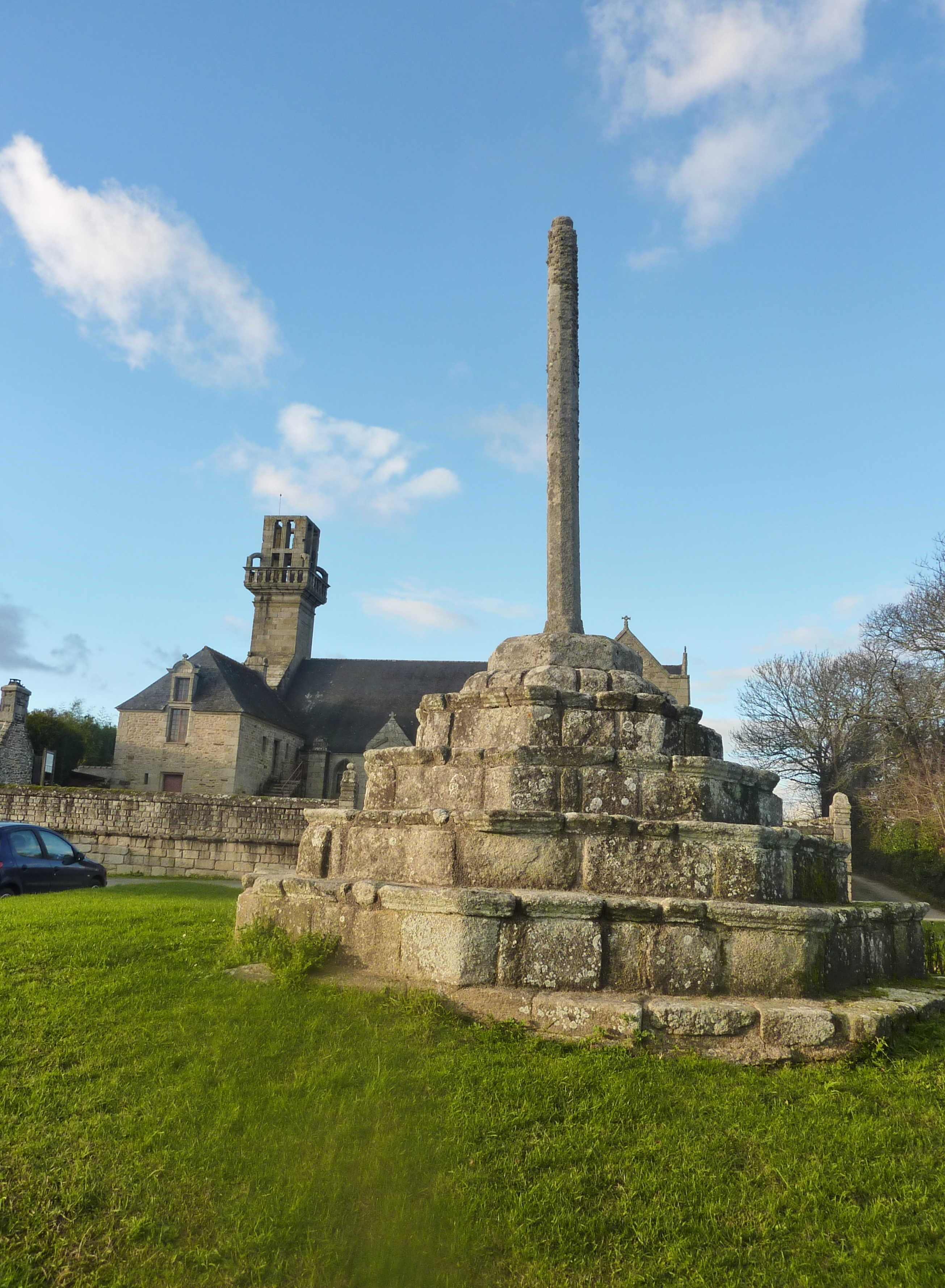
Le calvaire de Languivoa ; à l'arrière-plan, la chapelle de Languivoa.
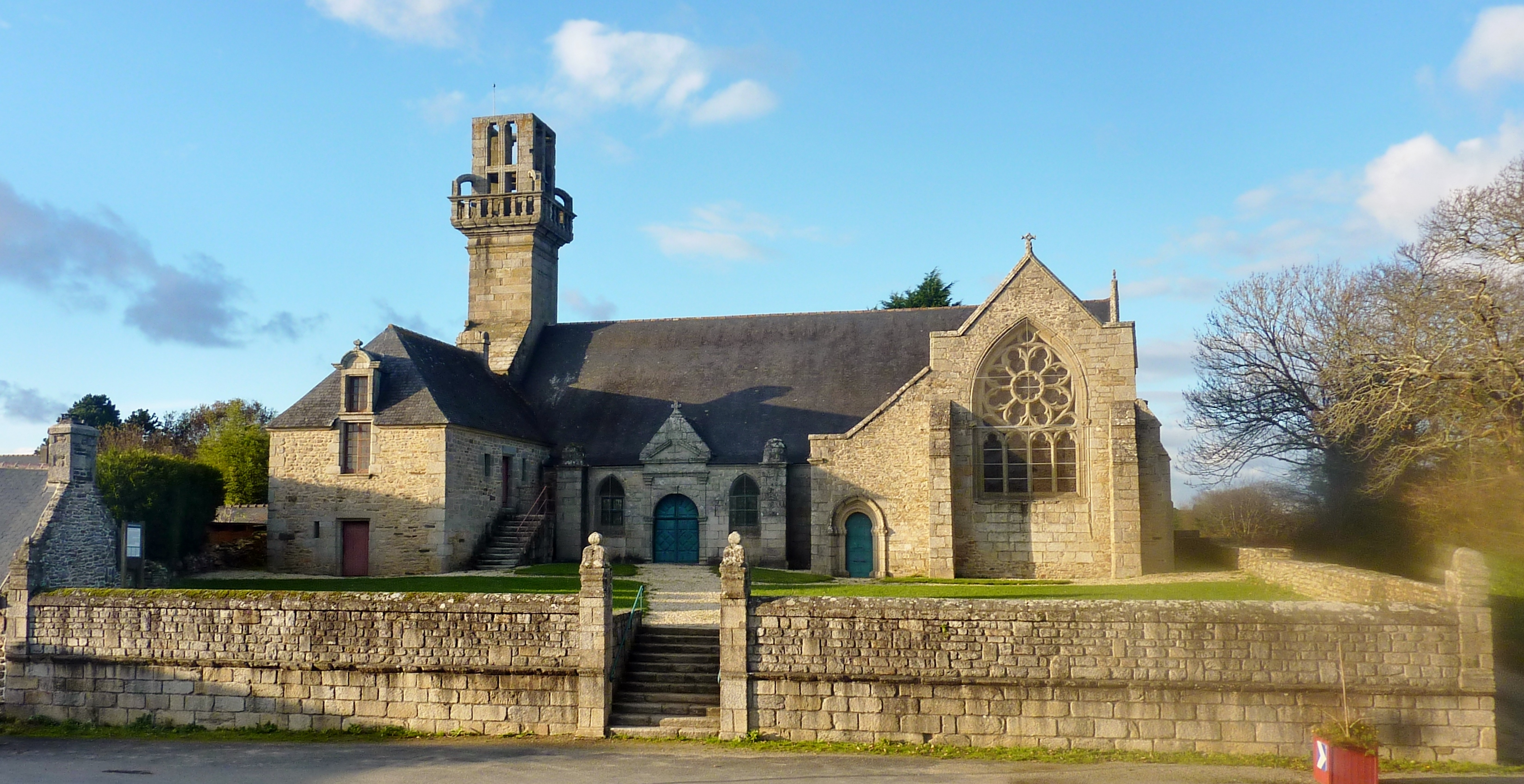
La chapelle de Languivoa vue du sud 1.
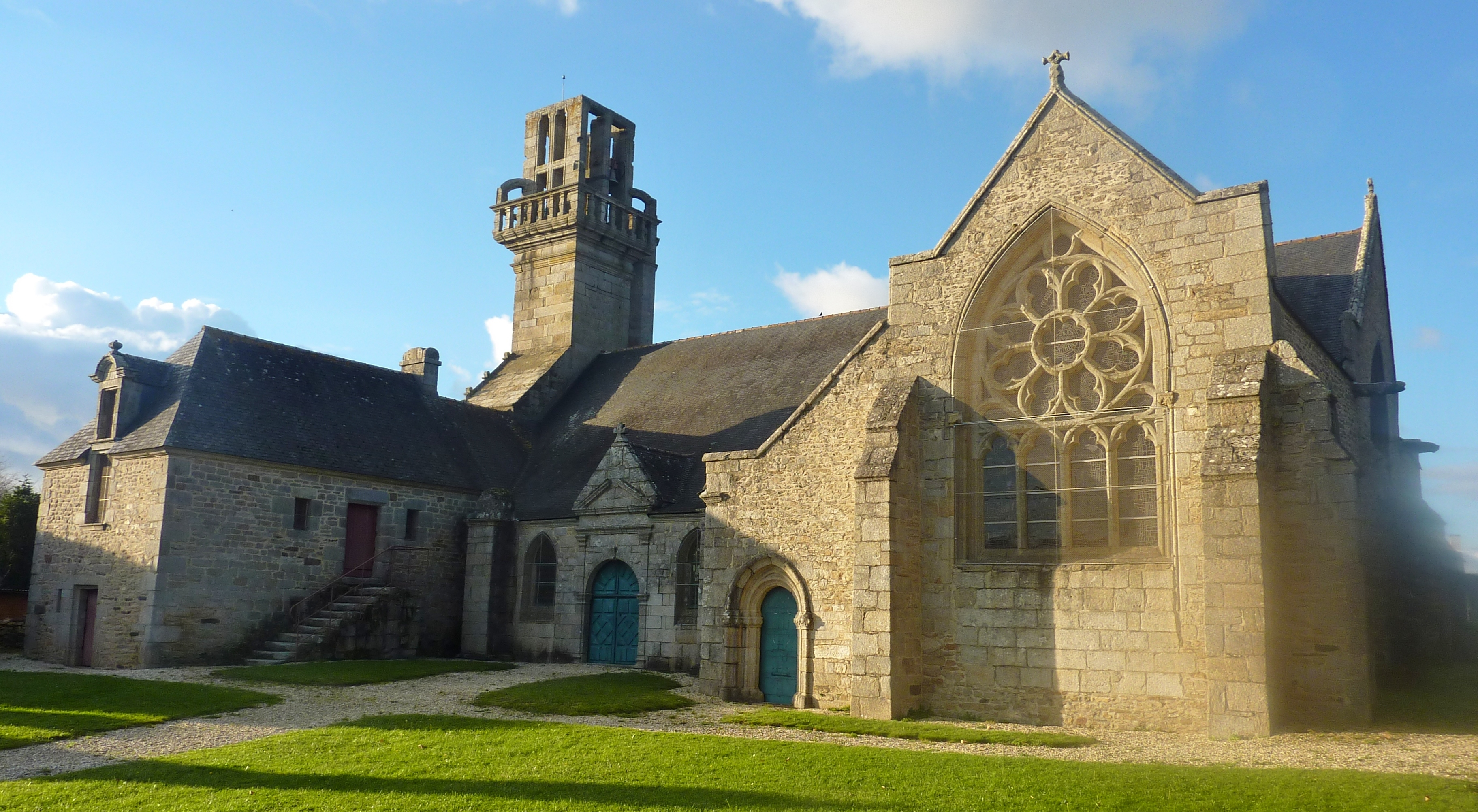
La chapelle de Languivoa vue du sud 2.
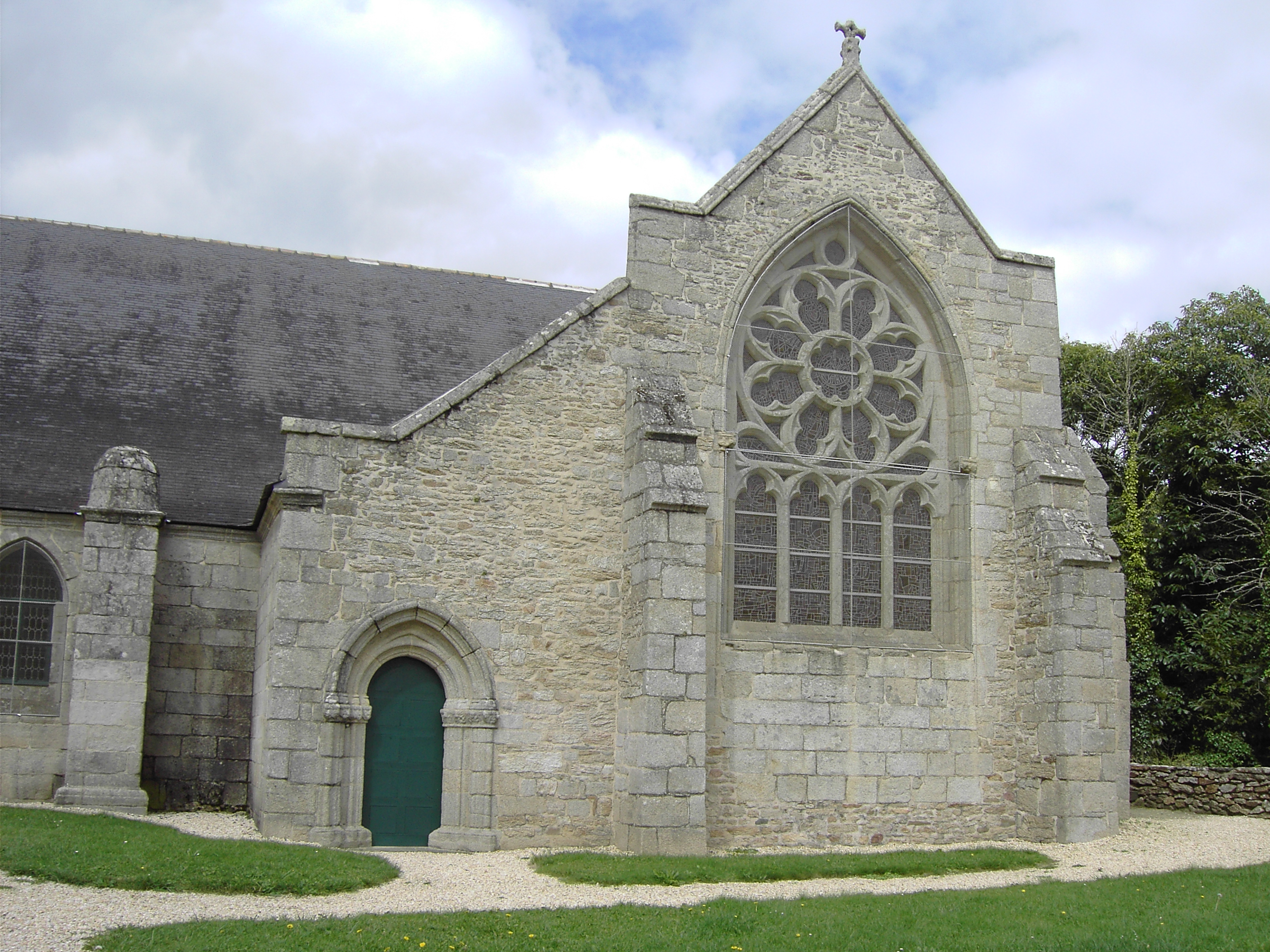
La chapelle Notre-Dame de Languivoa.
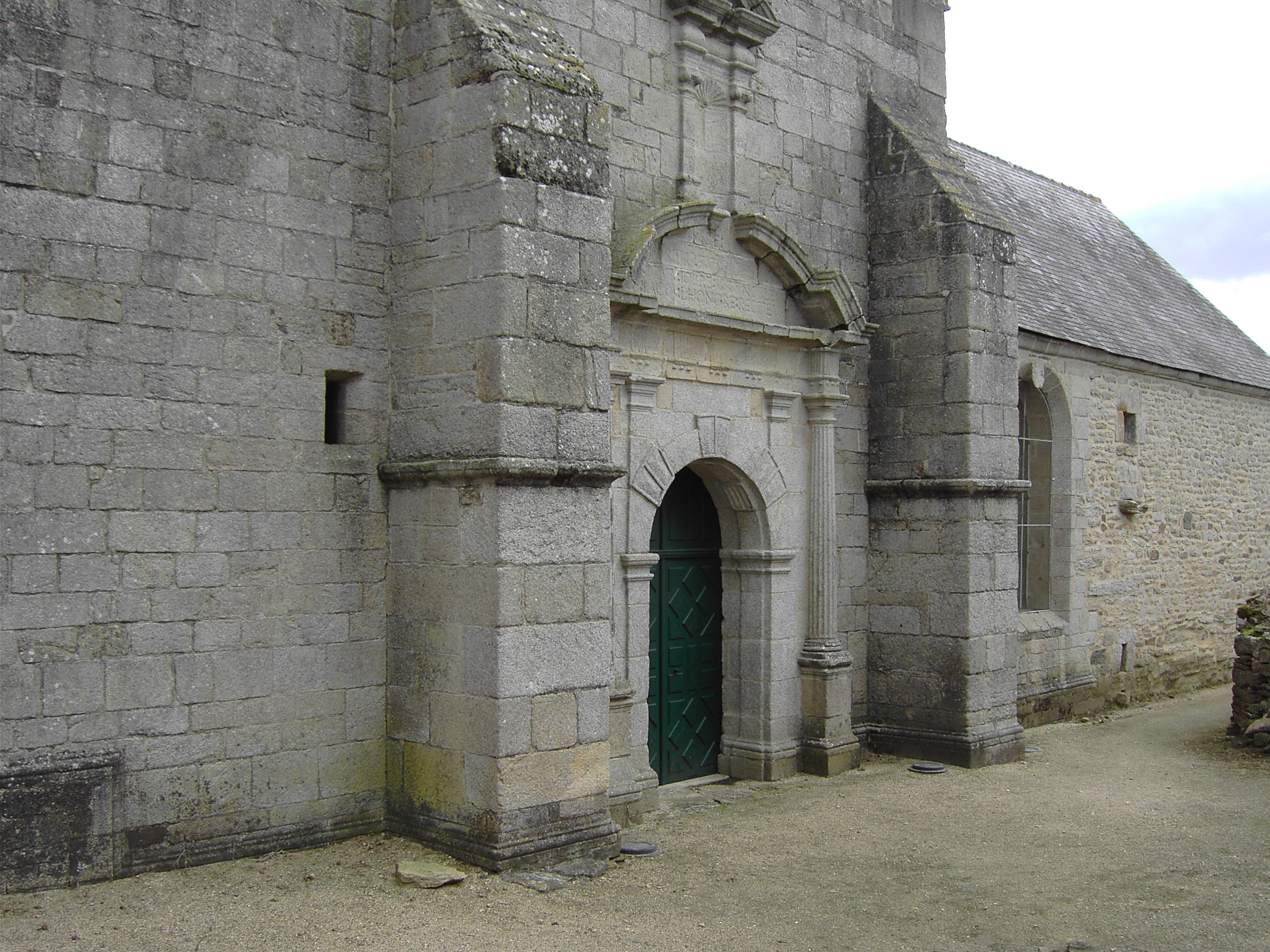
La chapelle Notre-Dame de Languivoa.
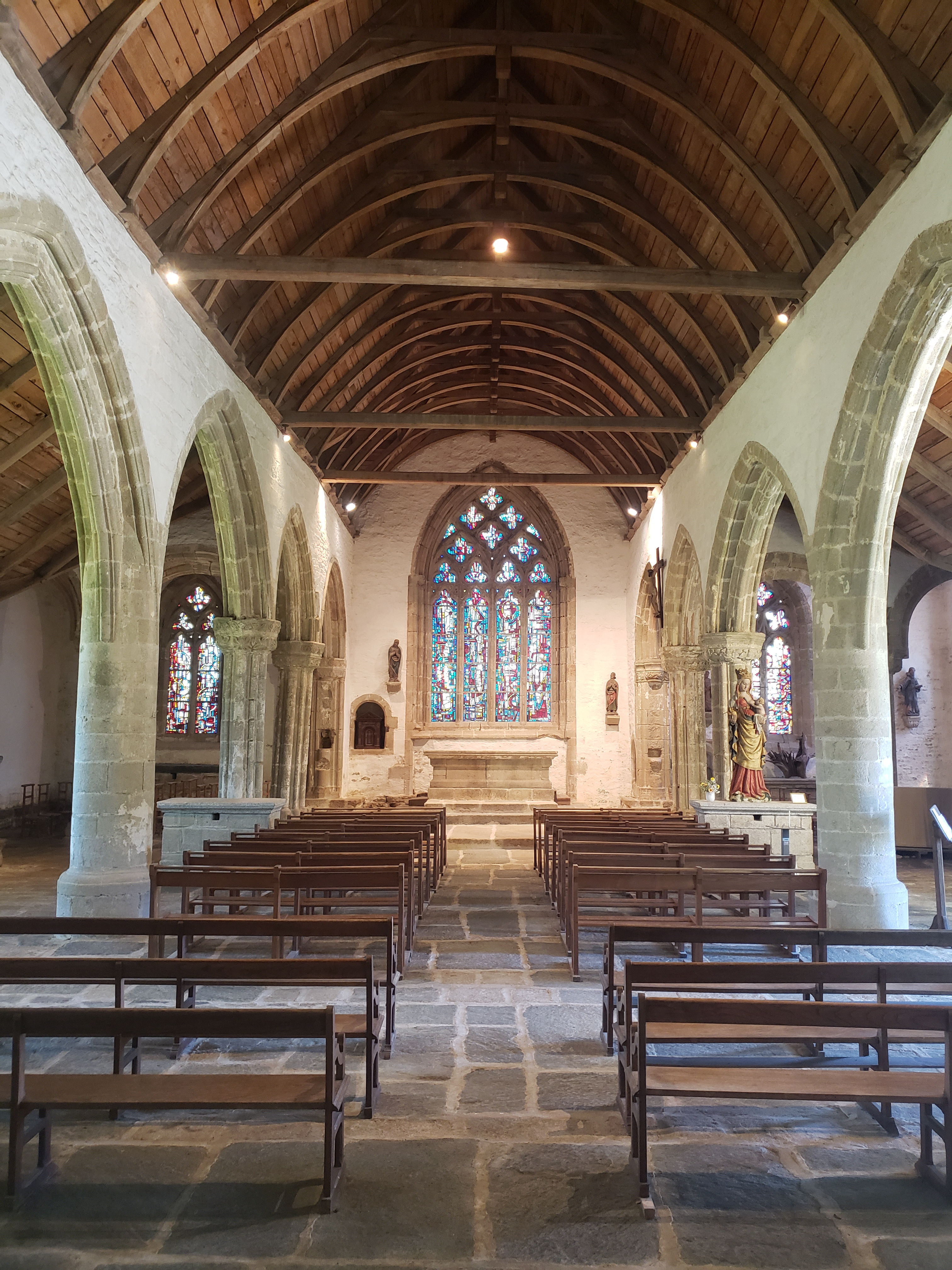
La chapelle de Languivoa, vue intérieure d'ensemble.
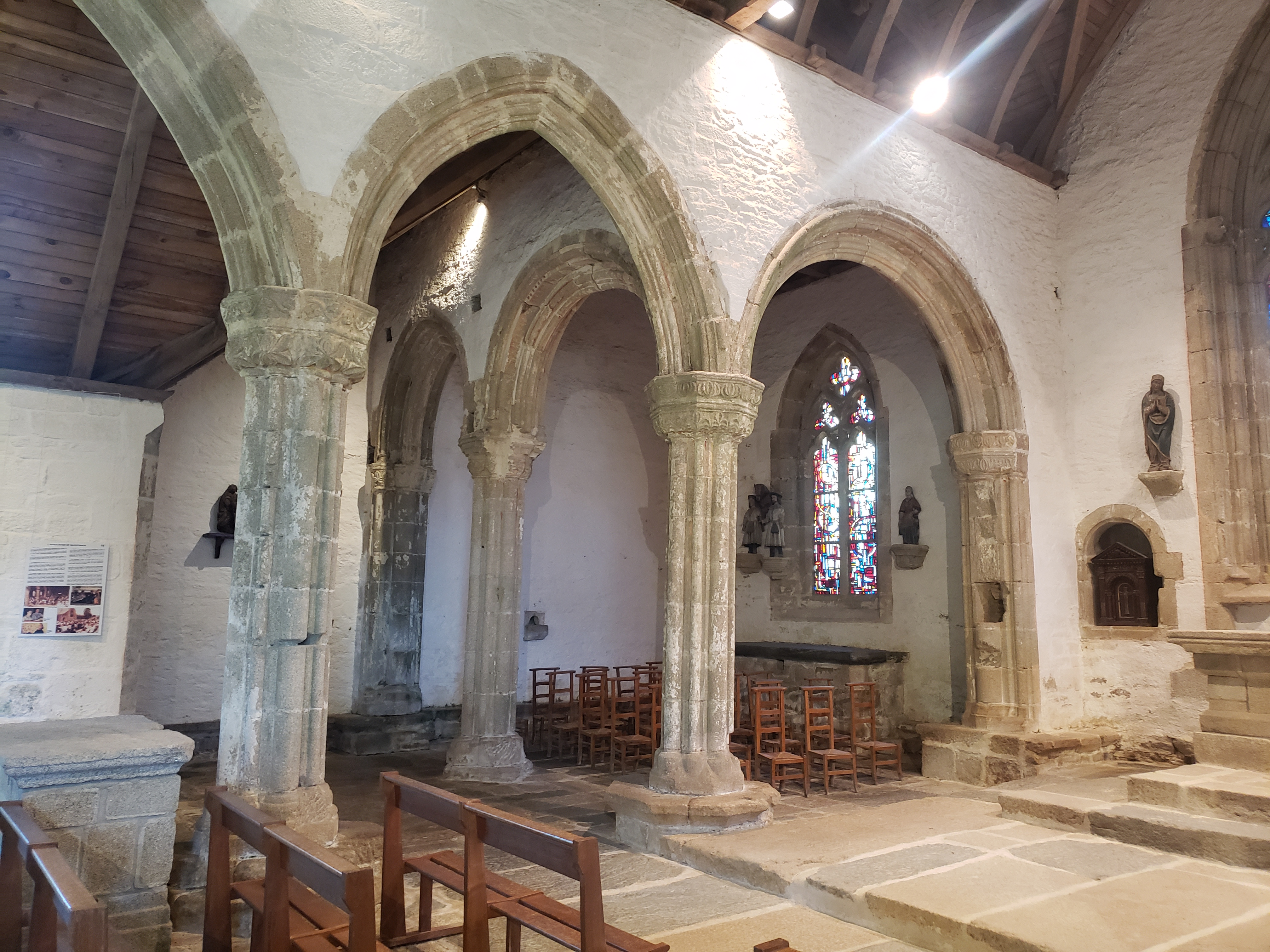
La chapelle de Languivoa, piliers.
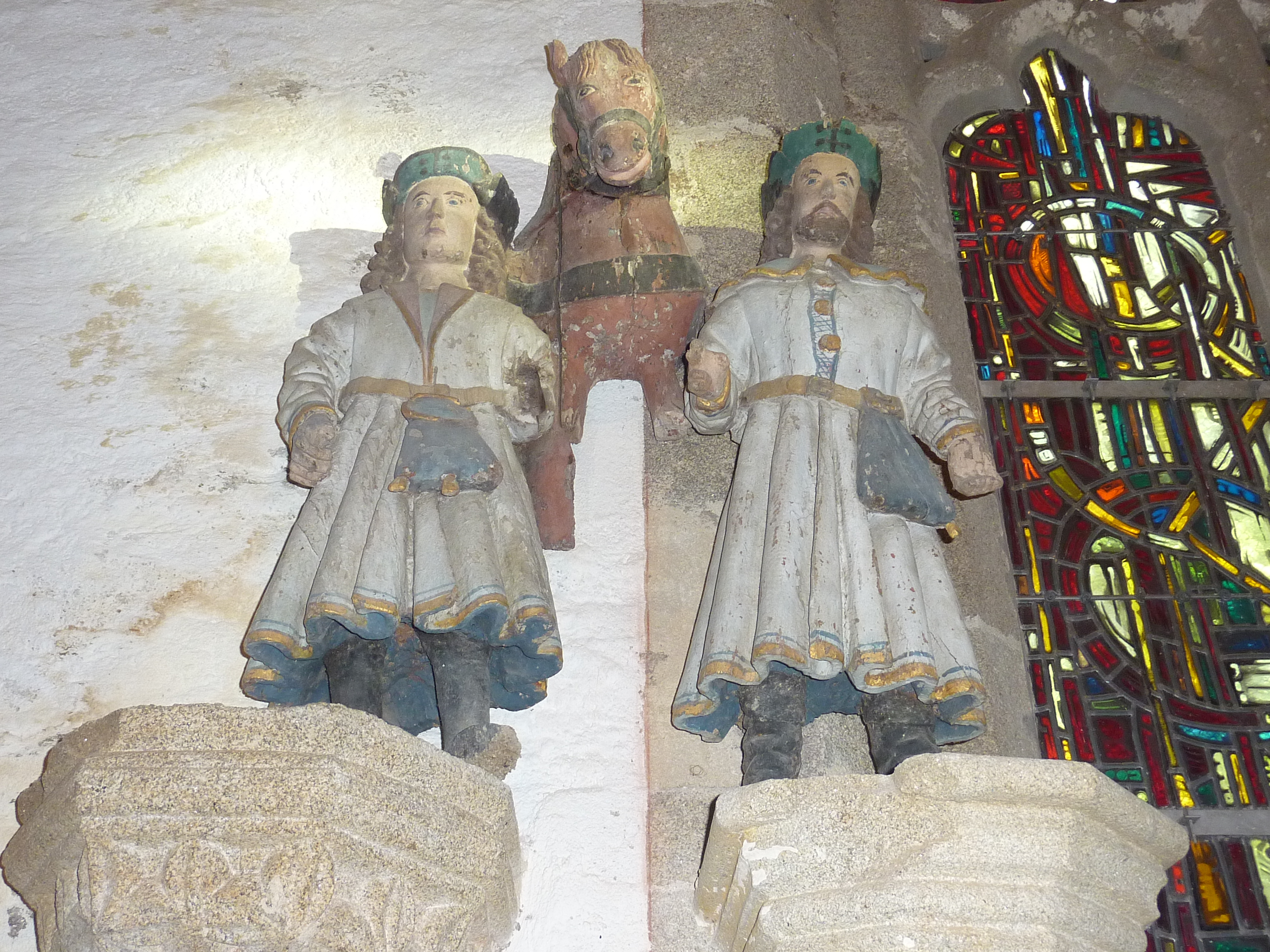
La chapelle de Languivoa : groupe statuaire des saints Côme et Damien avec leur cheval.
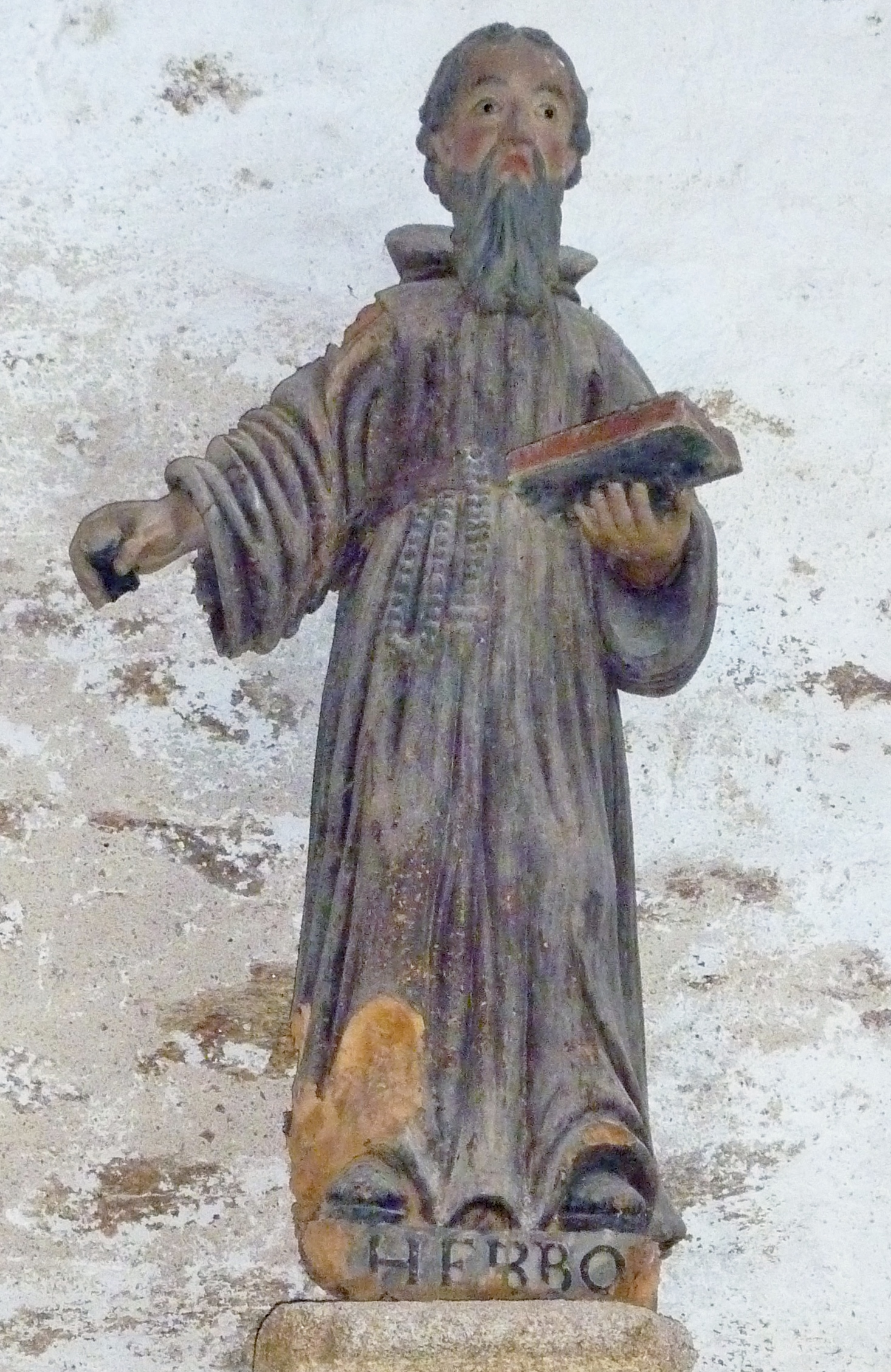
La chapelle de Languivoa : statue de saint Herbot.
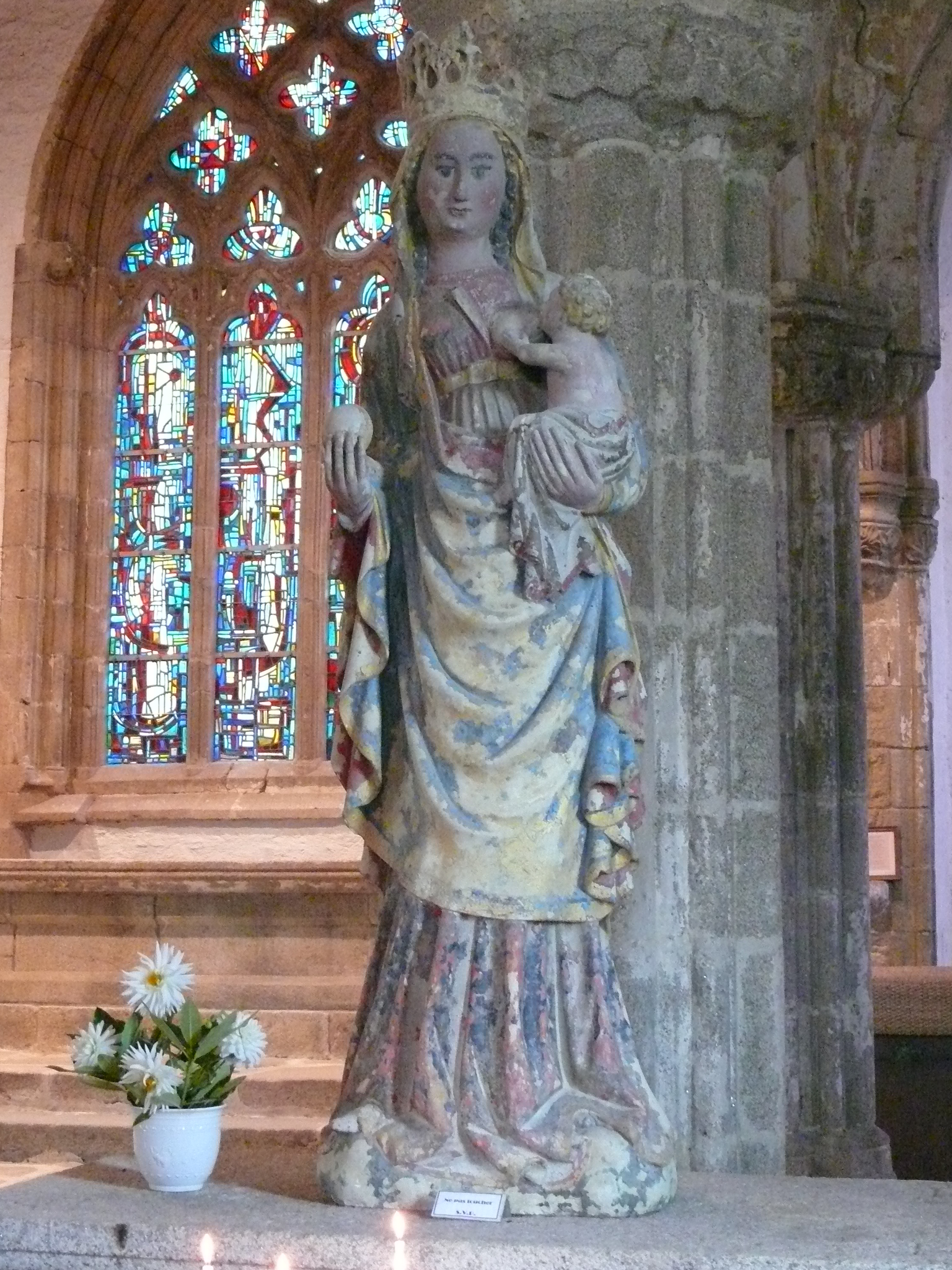
La chapelle de Languivoa : statue de la Vierge allaitante.